# Джуліан Норвічська
Джуліан Норвічська (англ. Julian of Norwich; бл. 1343 – після 1416), також відома як Юліана з Норвіча, Леді Джуліан, Дама Джуліан або Мати Джуліан — англійська анахоретка Середньовіччя. Її твори, тепер відомі як «Одкровення божественної любові», є найпершими збереженими англомовними творами жінки, хоча можливо, що деякі анонімні твори могли бути авторами жінок. Це також єдині збережені англомовні твори анахоретки.
Джуліан жила в англійському місті Норвіч, важливому центрі торгівлі, який також мав яскраве релігійне життя. За час її життя місто зазнало руйнівних наслідків Чорної смерті  –  років, селянського повстання (яке охопило значні частини Англії в 1381 році) та придушення лоллардів. У 1373 році, у віці 30 років і настільки тяжко хвора, що їй здавалося, що вона лежить на смертному одрі, Джуліан отримав серію видінь або показів про Страсті Христові. Вона одужала від хвороби та написала дві версії свого досвіду, першу з яких було завершено незабаром після її одужання — набагато довший варіант, сьогодні відомий як «Довгий текст», був написаний багато років потому.
Джуліан жила в постійному усамітненні як відлюдниця у своїй келії, яка була прибудована до церкви св. Юліана в Норвічі. Відомо чотири заповіти, в яких певні суми були заповідані норвізькій ігумені на ім'я Джуліан, а також існує розповідь відомої містички Марджері Кемпе, яка свідчить про те, що ігуменя давала Кемпе поради.
Подробиці про сім'ю, освіту та життя Джуліан до того, як вона стала відлюдницею, невідомі; неясно, чи її справді звали Джуліан. Віддаючи перевагу писати анонімно і шукаючи ізоляції від світу, вона, проте, була впливовою ще за життя. Хоча її твори дбайливо зберігалися, Реформація не дозволила опублікувати їх у друкованому вигляді. Вперше «Довгий текст» був опублікований у 1670 році бенедиктинським монахом Серенусом де Крессі, перевиданий Джорджем Гарґрівзом Паркером у 1843 році, а в 1864 році вийшов у світ у модернізованій версії. Праці Джуліан вийшли з невідомості в 1901 році, коли рукопис, що зберігався в Британському музеї, був переписаний і опублікований з примітками Ґрейс Воррек; з того часу було зроблено багато перекладів. Сьогодні Джуліан вважається важливою християнською містикинею і богословинею.

## Фон
Англійське місто Норвіч, де Джуліан, ймовірно, прожила все своє життя, протягом XIII та XIV столітьбуло другим за значенням після Лондона і було центром основного регіону країни для сільського господарства та торгівлі. За її життя Норвіча досягла Чорна смерть; хвороба, можливо, вбила більше половини населення міста та поверталася в наступних спалахах аж до 1387 року. Джуліан була жива під час селянського повстання 1381 року, коли місто було переповнене силами повстанців під проводом Джефрі Літстера. Генрі ле Деспенсер, єпископ Норвіча, стратив Літстера після того, як в битві при Північному Волшемі селянська армія зазнала поразки. Деспенсер ревно виступав проти лоллардів, які виступали за реформу церкви, і деяких з них спалили на вогнищі в Лоллардській ямі, неподалік від міста.
Тогочасний Норвіч, мабуть, був одним із найбільш релігійних міст Європи, з його собором, монастирями, церквами та камерами самітників, які домінували як у ландшафті, так і в житті його громадян. На східній стороні міста був соборний пріорат (заснований у 1096 році), бенедиктинська лікарня Святого Павла, монастир кармелітів, лікарня Святого Джайлза та монастир Грейфраєрів. На південь прямо за міськими стінами розташовувався монастир у Керров, бенедиктинський фонд. Його дохід був в основному отриманий від «життя», отриманого від оренди його активів, які включали церкви Норвіча Сент-Джуліан, Усіх Святих Тімберхілл, Сент-Едвард Конісфорд і Сент-Катрін Ньюгейт, усі тепер втрачені, крім Сент-Джуліана. Церкви з келіями-анахоретами підвищували репутацію монастиря, оскільки приваблювали пожертви з усього суспільства.

## Життєпис